# Necropoli di contrada Stefano
La necropoli paleocristiana di contrada Stefano è un sito archeologico che si trova in Sicilia, nei dintorni a est di Favara, nell'agrigentino, in un'area pianeggiante detta appunto "contrada Stefano".
Presenta testimonianze di vita risalenti alla prima età del bronzo, e dal periodo romano - bizantino a quello normanno. Comprende più di cento tombe scavate a cielo aperto nella roccia e risalenti ai secoli V e VI d.C., già note agli inizi del Quattrocento. 

## Scavi e scoperte
L'area è stata oggetto di numerosi scavi, tra cui quelli condotti dall'archeologo Giuseppe Castellana.
Sono presenti tombe a grotticella artificiale, della prima età del bronzo e una necropoli paleocristiana, che si trova tra due speroni di roccia dove sono ricavate le tombe.
A 300 m a nord ovest della necropoli sono stati rinvenuti i resti di una villa romana, risalenti alla fine del IV - inizi del V secolo. La villa comprende strutture absidali in opus caementicium e tracce di mosaici policromi, che fanno pensare a un uso residenziale.
Vicinissimi alla necropoli paleocristiana sono stati rinvenuti i resti di muri dello spessore di 1 m che delimitano un ambiente di 8 x 16 m, suddiviso in due parti da un muro interno. 
Questo edificio è strettamente collegato ad un casale medievale del XII secolo, come testimoniano alcuni ritrovamenti (ceramica invetriata e una moneta del periodo normanno).
La struttura è stata interpretata come una torre rettangolare, che richiama per dimensioni e forma le altre torri dei secoli XII e XIII presenti nel territorio di Favara e nelle aree vicine.
Un documento del 1408 riporta nel luogo la presenza di un casale Stephani, suddiviso in diverse proprietà.